# Želiski
Želiski is een plaats in de gemeente Barban in de Kroatische provincie Istrië. De plaats telt 160 inwoners (2001).